# 오봉운수
오봉운수(梧峰運輸)는 서울특별시 구로구의 마을버스 회사이고, 본사는 서울특별시 구로구 부일로 841 (온수동 60)에 위치해 있다. 사명은 오류동의 오자와 개봉동의 봉자를 따왔다.

## 연혁
- 1993년 3월 4일: 안양교통에서 구로구 지역 마을버스를 분리독립하여 설립하였다.

## 운행 노선
- ● 구로01번: 개봉역 ↔ 금옥여자고등학교 (구 구로마을 15-11번)
- ● 구로02번: 개봉역 ↔ 개봉중학교 (구 구로마을 15-2번)
- ● 구로08번: 개봉역 ↔ 오류동역 (구 구로마을 15-21번)

## 보유차량
- 자일대우버스 - NEW BS090
- 현대자동차 - 뉴 카운티, 그린시티